# رابرت دووال
رابرت دووال (به انگلیسی: Robert Duvall) (زادهٔ ۵ ژانویهٔ ۱۹۳۱ در شهر سن دیگو، ایالت کالیفرنیا) بازیگر آمریکایی است.

## زندگی
او فرزند یک افسر ارتش بود که بعدها دریاسالار شد. او دو سال قبل از فارغ‌التحصیل‌شدن در سال ۱۹۵۳ در ارتش خدمت می‌کرد. در سال ۱۹۵۵ مشغول تحصیل در رشتهٔ بازیگری از یک مدرسهٔ تئاتر در نیویورک شد که در آنجا با داستین هافمن هم‌اتاقی بود و این دو هم‌اتاقی دوستی داشتند به نام جین هاکمن.

## زندگی شخصی
دووال چهار بار ازدواج کرد اولین ازدواج او با باربارا بنیامین در سال ۱۹۶۴ بود و آخرین ازدواجش با شارون بروفی بود که در سال ۱۹۹۶ از یکدیگر جدا شدند و هم‌اکنون با لوسیانا پدرازا زندگی می‌کند.

## بخشی از فیلم‌شناسی
کشتنِ مرغِ مقلّد نخستین فیلمی است که رابرت دووال در آن نقش‌آفرینی کرده‌است (در نقش آرتور بو رادلی جوان مجنونی که در همسایگی اَتیکوس(گریگوری پک)زندگی می‌کرد). ولی او نام و آوازهٔ خود را بیشتر مدیون حضور در فیلم پدرخوانده در نقش تام هاگن وکیل خانواده کورلئونه است که دو سال بعد یعنی در سال ۱۹۷۴ نیز این نقش را در فیلم پدرخوانده: قسمت دوم تکرار کرد.
- شجاعت واقعی (۱۹۶۹)
- مش (۱۹۷۰)
- پدرخوانده (۱۹۷۲)
- مکالمه (۱۹۷۴)
- پدرخوانده: قسمت دوم (۱۹۷۴)
- ما جت ست نیستیم (۱۹۷۵)
- شبکه (۱۹۷۶)
- بتسی (۱۹۷۸)
- اینک آخرالزمان (۱۹۷۹)
- سانتینی کبیر (۱۹۷۹)
- اعترافات واقعی (۱۹۸۱)
- عشقم آنجلو (۱۹۸۳)
- بخشش‌های محبت‌آمیز (۱۹۸۳)
- پسر سنگی (۱۹۸۴)
- کشتی راهنما (۱۹۸۵)
- روزهای تندر (۱۹۹۰)
- رز پریشان (۱۹۹۱)
- استالین (۱۹۹۲)
- فروپاشی (۱۹۹۳)
- جرونیمو: یک افسانه آمریکایی (۱۹۹۳)
- مقاله (۱۹۹۴)
- داغ ننگ (۱۹۹۵)
- حواری (۱۹۹۷)
- مرد نان‌زنجبیلی (۱۹۹۸)
- تاثیر عمیق (۱۹۹۸)
- فعالیت مدنی (۱۹۹۸)
- روز ششم (۲۰۰۰)
- سرقت در ۶۰ ثانیه (۲۰۰۰)
- شوت به افتخار (۲۰۰۲)
- ترور تانگو (۲۰۰۳)
- چراگاه آزاد (۲۰۰۳)
- لگد زنان و جیغ کشان (۲۰۰۵)
- دنباله شکسته (۲۰۰۶)
- شب مال ماست (۲۰۰۷)
- دل دیوانه (۲۰۰۹)
- جاده (۲۰۰۹)
- جک ریچر (۲۰۱۲)
- ماشین جین منسفیلد (۲۰۱۲)
- یک شب در مکزیک قدیمی (۲۰۱۳)
- قاضی (۲۰۱۴)
- اسبهای وحشی (۲۰۱۵)
- در نبردی مشکوک (۲۰۱۶)

- جو کید (۱۹۸۰)

## جوایز
- نامزد اسکار سال ۱۹۹۹ بازیگر نقش مکمل مرد برای فیلم فعالیت مدنی
- نامزد اسکار سال ۱۹۹۸ بازیگر نقش اول مرد برای فیلم حواری
- برندهٔ اسکار سال ۱۹۸۴ بازیگر نقش اول مرد برای فیلم بخشش‌های محبت آمیز
- نامزد اسکار سال ۱۹۸۱ بازیگر نقش اول مرد برای فیلم سانتینی کبیر
- نامزد اسکار سال ۱۹۸۰ بازیکر نقش مکمل مرد برای فیلم اینک آخرالزمان
- نامزد اسکار سال ۱۹۷۳ بازیگر نقش مکمل مرد برای فیلم پدرخوانده
- نامزد اسکار سال ۲۰۱۴ بازیگر نقش مکمل مرد برای فیلم قاضی